# Битица
Би́тица (укр. Битиця) — село в Сумском районе Сумской области Украины. Является административным центром Битицкого сельского совета, в который, кроме того, входят сёла Вакаловщина, Зеленый Гай, Никольское и Пушкаревка.
Код КОАТУУ — 5924781501. Население по переписи 2001 года составляло 437 человек.

## Географическое положение
Село Битица находится в 1-м км от правого берега реки Псёл, выше по течению на расстоянии в 4,5 км расположено село Никольское, ниже по течению примыкает село Пушкаревка. По селу протекает пересыхающий ручей с запрудой. На берегу реки находится несколько домов отдыха и детских лагерей.
К селу примыкают лесные массивы (сосна).

## История
- Вблизи села обнаружено поселение скифо-сарматских времен (IV—II вв. до н. э.) и Битицкое городище (VII—VIII вв.), считающееся центром или одним из центров славянского населения Хазарского каганата[4][5]
- В феврале 1943 года в селе Битице находился штаб партизанского соединения М. И. Наумова.

## Экономика
- Молочно-товарная ферма.
- «Солнечная поляна», база отдыха ООО «Фрунзе-Сервис».
- Санаторий-профилакторий «Росинка» ОАО Сумжилстрой.
- Конно-спортивная школа «Битица».

## Известные люди
В селе родились:
- Ерёменко, Иван Анисимович — Герой Советского Союза.
- Лазенко Александр Романович — Герой Советского Союза.